# Hughes de Fierlandt
Baron Hughes de Fierlandt (ur. 19 grudnia 1942 we Freux) – belgijski kierowca wyścigowy.

## Kariera
Ścigał się głównie w latach 60. i 70. w wyścigach samochodów długodystansowych oraz jednomiejscowych. W wyścigach długodystansowych rywalizował przeważnie Ferrari, Lolami i BMW. Na początku lat 70. regularnie uczestniczył w wyścigu 24h Le Mans. Najlepszy rezultat w tym wyścigu osiągnął w sezonie 1970, kiedy to był piąty. W 1975 roku zajął dwunaste miejsce w klasyfikacji tego wyścigu, a rok później był dziesiąty. W 1971 roku wygrał zawody Coupes Benelux, rok później był najszybszy w wyścigu 4h Le Mans, zaś w 1976 roku triumfował w 4h Salzburgringu, GP Nürburgringu, Tourist Trophy i 4h Jaramy. W swojej karierze ścigał się także w 24h Spa, 1000 km Nürburgringu, 1000 km Spa, samochodowym Tour de France czy 24h Daytona.
Samochodami jednomiejscowymi wygrywał Cooperem m.in. na torze Zandvoort w 1967, a także w NRD.
W 1976 roku zajął na BMW 3.0 CSL trzecie miejsce w klasyfikacji generalnej ETCC.
Okazyjnie ścigał się również w rajdach; w 1983 roku, pilotowany przez Georgesa van Oostena, zajął na BMW 323i trzynaste miejsce w Rallye du Condroz.

## Wyniki
| Legenda oznaczeń w tabelach wyników Wyświetl szablon na nowej stronie | Legenda oznaczeń w tabelach wyników Wyświetl szablon na nowej stronie                                                                     |
| Oznaczenie                                                            | Wyjaśnienie |
| --------------------------------------------------------------------- | --- |
| Złoty                                                                 | Zwycięzca lub mistrzostwo |
| Srebrny                                                               | 2. miejsce lub wicemistrzostwo |
| Brązowy                                                               | 3. miejsce lub II wicemistrzostwo |
| Zielony                                                               | Ukończył, punktował (w klasyfikacji generalnej, gdy zdobył co najmniej jeden punkt na przestrzeni sezonu, poza trzema powyższymi opcjami) |
| Niebieski                                                             | Ukończył, nie punktował (w klasyfikacji generalnej, gdy nie zdobył co najmniej jednego punktu na przestrzeni sezonu)                      |
| Czerwony                                                              | Nie zakwalifikował się (NZ) |
| Czerwony                                                              | Nie prekwalifikował się (NPK) |
| Różowy                                                                | Nie ukończył (NU) |
| Różowy                                                                | Niesklasyfikowany (NS) (w klasyfikacji generalnej, gdy nie został sklasyfikowany w żadnym wyścigu sezonu)                                 |
| Czarny                                                                | Zdyskwalifikowany (DK) |
| Czarny                                                                | Wykluczony (WYK/EX) |
| Biały                                                                 | Nie wystartował (NW) |
| Biały                                                                 | Kontuzjowany (K/INJ) |
| Biały                                                                 | Wyścig odwołany (OD/C) |
| Bez koloru                                                            | Został wycofany (WYC/WD) |
| Bez koloru                                                            | Nie przybył (NP/DNA) |
| Bez koloru                                                            | Nie brał udziału w treningach (NT/DNP) |
| Bez koloru                                                            | Nie został zgłoszony (–) |
| Pogrubienie                                                           | Start z pole position |
| Kursywa                                                               | Najszybsze okrążenie wyścigu |
| †                                                                     | Nie ukończył, ale jego rezultat został zaliczony ze względu na przejechanie więcej niż 90% dystansu wyścigu.                              |
| *                                                                     | Sezon w trakcie |
| 1/2/3                                                                 | Punktowana pozycja w sprincie kwalifikacyjnym                                                                                             |
| Lista systemów punktacji Formuły 1                                    | |

### Wschodnioniemiecka Formuła 3
| Rok  | Zespół              | Samochód   | Silnik | Wyniki w poszczególnych eliminacjach | Wyniki w poszczególnych eliminacjach | Wyniki w poszczególnych eliminacjach | Wyniki w poszczególnych eliminacjach | Wyniki w poszczególnych eliminacjach | Wyniki w poszczególnych eliminacjach | Pkt. | Msc. |
| ---- | ------------------- | ---------- | ------ | ------------------------------------ | ------------------------------------ | ------------------------------------ | ------------------------------------ | ------------------------------------ | ------------------------------------ | ---- | ---- |
| 1965 |                     |            |        |                                      |                                      |                                      |                                      |                                      |                                      | 0    | NS   |
| 1965 | Belgian Racing Team | Merlyn Mk9 | Ford   | 3                                    | -                                    | -                                    | -                                    | -                                    | -                                    | 0    | NS   |
| 1966 |                     |            |        |                                      |                                      |                                      |                                      |                                      |                                      | 0    | NS   |
| 1966 | Ecurie Azur         | Cooper T83 | Ford   | -                                    | -                                    | -                                    | -                                    | NU                                   | -                                    | 0    | NS   |
| 1967 |                     |            |        |                                      |                                      |                                      |                                      |                                      |                                      | 0    | NS   |
| 1967 | Hughes de Fierlandt | Cooper T83 | Ford   | -                                    | 1                                    | -                                    | -                                    | -                                    | -                                    | 0    | NS   |

### 24h Le Mans
| Rok  | Zespół                           | Partnerzy                                 | Samochód                | Klasa   | Okr. | Msc. | Msc. klas. |
| ---- | -------------------------------- | ----------------------------------------- | ----------------------- | ------- | ---- | ---- | ---------- |
| 1967 | Écurie Francorchamps             | Taf Gosselin                              | Ferrari 275 GTB         | GT5000  |      | NW   | NW         |
| 1970 | Écurie Francorchamps             | Alistair Walker                           | Ferrari 512 S           | S5000   | 305  | 5    | 4          |
| 1971 | Écurie Francorchamps             | Alain de Cadenet                          | Ferrari 512 M           | S5000   |      | NU   | NU         |
| 1972 | Ecurie Bonnier Switzerland       | Jorge de Bagration Mário de Araújo Cabral | Lola T280               | S3000   | 26   | NU   | NU         |
| 1973 | Equipe Gitanes Cigarettes France | Jean-Louis Lafosse Reine Wisell           | Lola T282               | S3000   | 165  | NU   | NU         |
| 1974 | Écurie Francorchamps             | Richard Bond                              | Porsche 911 Carrera RSR | GT5000  | 227  | NU   | NU         |
| 1975 | Écurie Francorchamps             | Jean-Claude Andruet Teddy Pilette         | Ferrari 365 GTB/4       | GTS     | 294  | 12   | 6          |
| 1976 | BMW Alpina                       | Harald Grohs Sam Posey                    | BMW 3.5 CSL             | Grupa 5 | 300  | 10   | 4          |